# Степанов, Евгений Петрович (журналист)
Евге́ний Петро́вич Степа́нов (1 марта 1909, Даугавпилсский район — 1971, Симферополь) — советский журналист, писатель, партийный деятель, редактор газеты «Красный Крым», партизан Крыма, комиссар 1-й бригады Северного соединения.

## Биография
Родился 1 марта 1909 года в селе Омовка, Даугавпилсского района. Член ВКП(б). Сотрудник, позднее главный редактор газеты «Красный Крым», член Крымского обкома ВКП(б). Десять сотрудников из Симферополя во главе с редактором Е. Степановым в конце октября 1941 года перебрались в Севастополь, где уже расположился областной комитет партии и должен был выходить «Красный Крым». Наборные машины и верстальный цех расположился в подвале дома на улице Фрунзе (ныне — проспект Нахимова). К концу 1941 года в редакции остались Михаил Муцит, Абрам Райчук и Евгений Степанов — обком сократил штат, «лишние люди в осаде — лишние жертвы». Оставшиеся писали передовицы и очерки о севастопольцах, правили оригиналы, готовили к набору корреспонденции читателей, вычитывали телеграммы ТАСС, гранки, составляли макеты, по очереди вели номер, занимались вёрсткой и вычиткой полос.
Участвовал в обороне Севастополя как редактор и корреспондент бывая на передовой, был ранен, эвакуирован в Сочи, награждён медалями «За отвагу», «За оборону Севастополя». С 14 апреля 1942 года редакция переместилась в Керчь. После поражения советских войск в Крыму редакцию эвакуировали на Северный Кавказ. После излечения Степанов был комиссован и находился в распоряжении обкома ВКП(б). Мобилизован в ряды РККА 4 августа 1943 года как политработник, аттестован в звании старший политрук, позднее майор. При этом имел зрение 8 единиц и призыву не подлежал. В августе 1943 году главный редактор газеты Евгений Степанов, художник Эммануил Грабовецкий и сотрудник типографии Сева Лаганбашев были заброшены по воздуху с передвижной типографией в лес к партизанам Крыма, где наладили выпуск листовок и партизанской газеты «За Советский Крым».
Одновременно Степанов комиссар 1-й бригады «Грозная» (командир Ф. И. Федоренко) Центральной оперативной группы, позднее 1-й бригады Северного соединения (с 29.01.44 по 20.04.44). Во время оккупации его отец по доносу, как родственник комиссара, был арестован немцами и расстрелян.
В апреле 1944 года газета вернулась в Крым вместе с наступающими советскими войсками.
После войны — на партийной работе, написал в 1954 году мемуары — книгу "Партизанскими тропами", была переиздана в Симферополе в 1961 году. Скончался в 1971 году, похоронен в Симферополе.